# Itame cerataria
Itame cerataria là một loài bướm đêm trong họ Geometridae.